# عدوى من دون أعراض

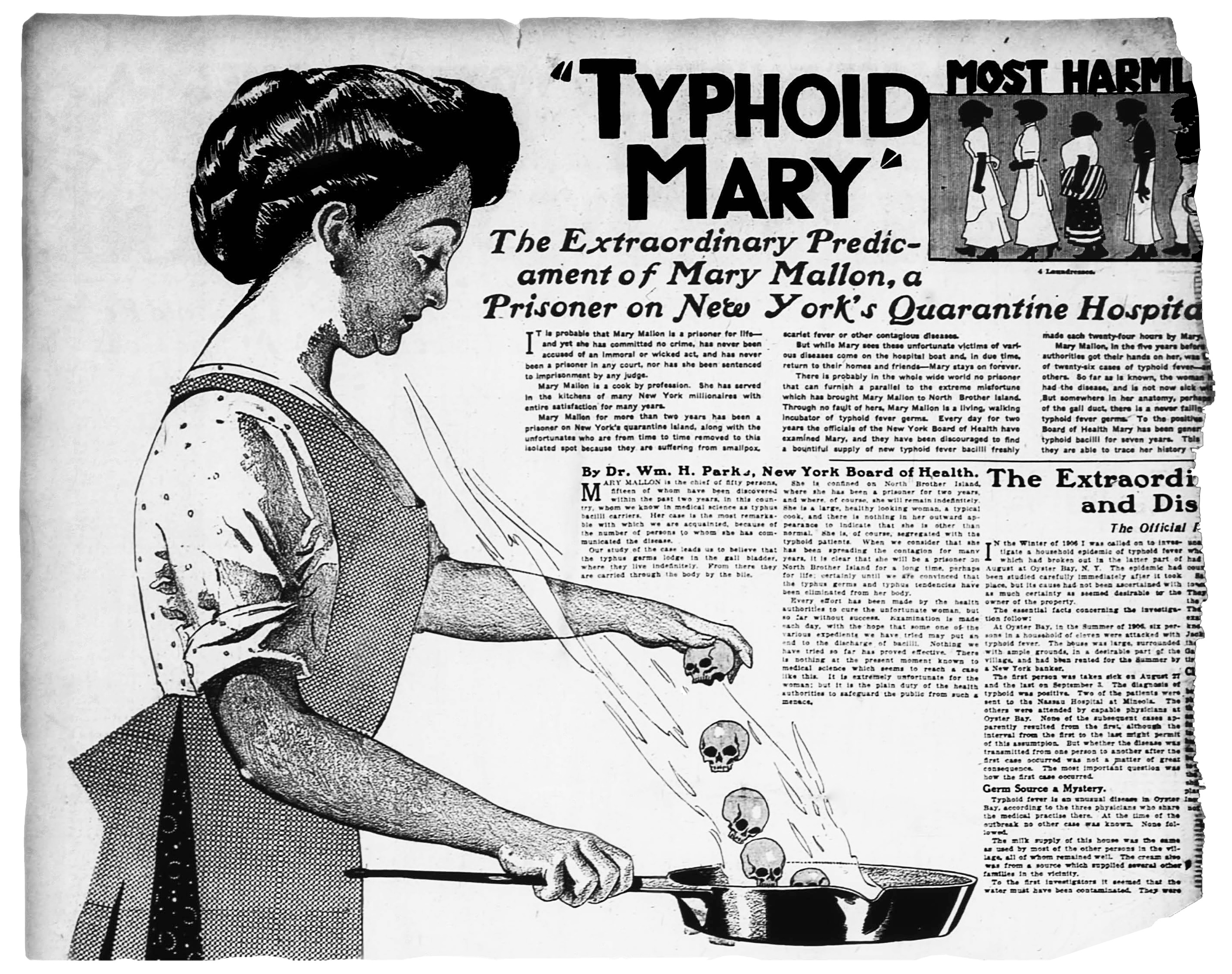
صورة لماري مالون المعروفة باسم ماري التيفوئيد عام 1909 وهي حالة مشهورة عرفت بأنها ناقلة لمرض التيفوئيد بعد شفائها بصفتها حاملة للمرض.

عدوى بدون أعراض أو عدوى تحت الإكلينيكية (بالانجليزية :Subclinical infection ) «يطلق عليها في بعض الأحيان بدايات العدوى (بالانجليزية : preinfection)» هي عدوى ولكنها تحت التشخيص الإكلينيكي، فلا توجد أعراض كاملة لها ( لاتوجد أعراض أو علامات)، وبالتالي فإن الشخص المصاب بها يكون حامل غير متناظر للميكروب أو الطفيليات المعدية أو الفيروسات والتي عادة ما تكون مسببة للأمراض على الأقل في بعض الأفراد. تنتشر العديد من الأمراض في صمت من قبل بعض السكان العائلين للمرض، وتحدث هذه العدوى في البشر وغير البشر على حد سواء. مثال على العدوى غير المتناظرة هو الزكام المعتدل الذي لم يُلاحظ من قبل الفرد المصاب به. وبما أن العدوى تحت الإكلينكية تحدث في كثير من الأحيان دون أي علامات علانية في نهاية المطاف، فإن تشخيصها يعتمد في الأساس على الزرع الحيوي الدقيق أو تقنيات الحمض النووي مثل تفاعل البوليميراز المتسلسل.

## انتقال العدوى / علامات
يمكن أن تظهر علامات العدوى بعد فترة من العدوى تحت الإكلينيكية، وهي الفترة التي تسمى بفترة الحضانة. على سبيل المثال، الأمراض التي تنتقل عن طريق الاتصال الجنسي مثل الإيدز والثؤلول التناسلي. الأفراد الذين يعانون من هذه العدوى، وهؤلاء الذين لم يعانوا من المرض بشكل ملحوظ، يشكلون مصدرا خطيرا للعدوى وقد يتسببوا في نقل العدوى للأفراد الآخرين. تفشل الإحصاء الطبية في معرفة المدى الحقيقي لانتشار العدوى بين السكان وذلك لأن مثل هذه الحالات لا تأتي لتلقي الرعاية الإكلينكية، مما يعوق المعرفة الدقيقة لانتشار العدوى.

## الأنواع
من المعروف بأن مسببات الأمراض التالية يتم حملها في نسبة كبيرة من السكان، ومنها:
- بورديتيلا السعال الديكي[1]
- متدثرة رئوية[2]
- متدثرة تراخومية (الكلاميديا)[3][4][5]
- مطثية عسيرة[6]
- سيكلوسبورا كايتاننسيس[7]
- فيروس الضنك[8]
- متحولة ثنائية هشة[9]
- متحولة حالة للنسيج[10]
- الإشريكية القولونية[11]
- فيروس إبشتاين بار[12]
- العدوى العقديات مجموعة أ [13]
- ملوية بوابية[14]
- الهربس البسيط (هربس فموي، الهربس التناسلي، الخ.)[15]
- فيروس نقص المناعة البشرية (الإيدز)[16]
- فيلقية مستروحة [17]
- فيروس الحصبة[18]
- المتفطرة الجذامية (الجذام) [19]
- المتفطرة السلية (السل)[20]
- النيسرية البنية (السيلان)
- النيسرية السحائية (التهاب السحايا)[21]
- السالمونيلا غير اللبية
- فيروس شلل الأطفال (شلل الأطفال)
- بلاسموديوم (الملاريا)
- فيروس أنفي (زكام) [22]
- حمى التيفوئيد[23]
- المكورات العنقودية الذهبية[24]
- مكورة رئوية ( الالتهاب الرئوي الجرثومي)[25]
- اللولبية الشاحبة (الزهري)[26]

## تحمل المضيف
غالبا ما يرجع سلوك المرض والحمى وغير ذلك من علامات المرض إلي قدرة المضيف على تحمل المرض. ومع ذلك، فلقد تطورت الاستجابة الفسيولوجية والسلوكية من المضيف لتفسر هذه العدوى. فبدلا من أن يقوم المضيف بإحداث الاستجابة المناسبة للعدوى، فإن الجسم يختار أن يتحمل العدوى، كبديل للسعي للسيطرة أو إزالة المسبب للعدوى.
ترجع خطورة العدوى تحت الإكلينيكية بأنها تسمح بانتشار المرض بين الناس. وقد تتسبب أيضًا في مشاكل إكلينيكية ليست لها علاقة مباشرة بالعدوى. على سبيل المثال، قد تؤدي عدوى الجهاز البولي لدى النساء إلي ولادة مبكرة عند حدوث حمل وعدم تلقي العلاج المناسب.